# Antonio Jacobsen
Antonio Nicolo Gasparo Jacobsen, né le 2 novembre 1850 et mort le 2 février 1921, est un peintre maritime américain né au Danemark connu comme le « Audubon des bateaux à vapeur ».

## Biographie
Jacobsen est né à Copenhague, au Danemark. Jacobsen suivait les cours à Royal Academy of Design avant de se rendre de l'autre côté de l'océan Atlantique. Il arriva aux États-Unis en 1871, et s'installa à West Hoboken, au New Jersey (maintenant Union City).